# Resolució 853 del Consell de Seguretat de les Nacions Unides
La Resolució 853 del Consell de Seguretat de les Nacions Unides fou adoptada per unanimitat el 29 de juliol de 1993. Després de reafirmar la Resolució 822 (1993), el Consell va expressar la seva preocupació per les deteriorades relacions entre Armènia i Azerbaidjan i condemnat la presa del districte d'Agdam i altres zones de l'Azerbaidjan, exigint una retirada completa de les àrees pels armenis.
La resolució va començar per exigir un alto el foc immediat i la cessació d'hostilitats, destacant, en particular, els atacs contra civils i bombardeigs de zones habitades, i va demanar un accés sense obstacles als esforços d'ajuda humanitària internacional a la regió. També va demanar que es restituïssin els vincles energètics, de transport i econòmics com a part d'aquest procés i va instar al Secretari General Boutros Boutros-Ghali i altres organitzacions internacionals a prestar assistència a les persones desplaçades.
Pel que fa als esforços per acabar amb el conflicte, el Consell elogia el treball del Grup Minsk de l'OSCE que estava sota el lideratge de Jan Eliasson, però expressa la seva preocupació per l'efecte pertorbador que el conflicte està tenint en el seu treball. En aquest sentit, va instar les parts abstenir-se d'accions que podrien obstaculitzar l'acord pacífic de la qüestió i negociar dins del Grup Minsk, acollint amb satisfacció els preparatius d'aquesta missió de seguiment a la regió.
El Consell va demanar que el Govern d'Armènia exercís la seva influència per aconseguir el compliment dels armenis de la regió de l'Alt Karabakh a l'Azerbaidjan amb la Resolució 822, la resolució actual i les propostes del Grup Minsk. També va demanar que els estats s'abstinguessin de proporcionar qualsevol arma i munició que pogués provocar una intensificació del conflicte.
Finalment, en la segona resolució de considerar el conflicte entre Armènia i l'Azerbaidjan, el Consell va demanar al Secretari General, en consulta amb el president en exercici de la CSCE i el president del Grup de Minsk, que continués actualitzant al Consell sobre l'evolució de la regió.